# Домът на скитащите
„Домът на скитащите“ (на руски: Дом скитальцев) е научнофантастична новела от руския съветски писател Александър Мирер. Историята е втора част от едноименна дилогия. Разказът е публикуван за първи път през 1976 г. от издателство „Детска литература“ заедно с първата част на дилогията „Главно обед“ в тираж от 100 хиляди екземпляра, по-късно също многократно преиздавана. Книгата продължава описанието на опит за извънземно нахлуване на Земята с помощта на технология за пренаписване на извънземното съзнание в човешките мозъци и също така описва тоталитарно извънземно общество (Балог или цивилизацията на Пътя), чиято енергия е насочена към залавянето и поробването на други интелигентни същества.

## Основна идея
Основната идея на дилогията е конфронтацията на земната цивилизация с опита за нашествие на цивилизацията Балог (или така наречената цивилизация на пътя). Основната характеристика на тази цивилизация е владеенето на технологията за трансплантация на разум от едно тяло в друго. Поради факта, че съзнанието на индивида става безсмъртно, основната задача на цивилизацията става търсенето на тела, подходящи за трансплантиране на съзнанието на индивиди, чиито тела вече са умрели. Такива съзнания се намират в специални контейнери на планети, отдавна колонизирани от Балогите. Основният източник на такива тела е колонизацията на други планети, които са обитавани от разумни същества. Самата колонизация протича на два етапа. Първият включва тайно, постепенно качване на извънземно съзнание в телата на лидерите на планетата. Второто е директното масово изземване на тела на аборигени.

## Сюжет
Историята продължава историята за неуспешното кацане на извънземна сила в съветския областен център Тугарин. Основната десантна сила на нашествениците се изтегля от Земята след заплахата от използване на ядрени оръжия срещу тях. Въпреки това редица парашутисти, които участват в осуетената операция, остават на Земята, за да се опитат да приложат нова операция за завладяване на контрола над лидерите на най-развитите и могъщи нации на Земята. Откакто земните учени са измислили начини за откриване на извънземно съзнание в човешки тела, извънземните използват животински тела, за да поддържат присъствието си на Земята. Този план е частично успешен и те успяват да напуснат територията на СССР в телата на животни. Някои учени обаче успяват да предвидят такава ситуация. Те установят контакт с представители на цивилизацията Балог, които не са съгласни с колониалния характер на цивилизацията на Пътя и които се наричат Затворено общество инсургенти. С тяхна помощ е възможно да се изтегли съзнанието на двама земни младежи Маша и Сева в телата на космическите инженери Глора и Ник, които работят на космическа станция на една от планетите на Балог. Самата операция се провежда през хиперпространствен тунел. Съзнанието на земните деца се оказа не само устойчиво на проникването в съзнанието на Балога, но и способно да потисне съзнанието на самите Балоги при трансплантация, което прави възможно извършването на операция за прераждане на деца в тялото на някой друг. Съзнанието на възрастните земляни, както и на повечето други обитатели на нашата Галактика, е било подчинено на съзнанието на балогите по време на трансплантацията. На този фон е описано и тоталитарно и хиперцентрализирано общество на балогите, чиято основна идея е овладяването на извънземни планети и технологии. Обществото на Балог е подчинено на малък брой индивиди (Командирите на Пътя), проникнати от пълен контрол и недоверие. Цялата енергия на обществото е насочена към завладяването на нови планети, а заплащането на членовете на обществото за техния принос в съвместните усилия е предоставянето на нови тела за техните роднини, чието съзнание се съхранява в специални контейнери с база данни. Основната задача на децата е да се сдобият с детектор за разпознаване на лица. Структурата на това устройство е една от най-големите тайни, а самото устройство се използва навсякъде за идентификация, без което извънземните просто биха крали непрекъснато тела един от друг. Глор-Сева успява да получи позицията на ординарец при Командира на Пътя, един от тримата върховни владетели на планетата. Той се рестартира в тялото на командира и извлича матрицата на детектора. След това устройството е успешно доставено на Земята, което води до прекратяване на колонизацията на нашата планета.

## Преводи
- Историята е преведена на естонски и публикувана в Талин през 1984 г. от издателство Eesti Raamat под заглавието Kus on rändurite kodu?.[2]
- Мирер, Александър. Домът на скитащите.   София, Отечество, 1984. с. 591. (на български)